# Ingelbach
Ingelbach ist eine Ortsgemeinde im Landkreis Altenkirchen (Westerwald) in Rheinland-Pfalz. Sie gehört der Verbandsgemeinde Altenkirchen-Flammersfeld an. Zur Gemeinde gehört auch der Ortsteil Bahnhof Ingelbach.

## Geographische Lage
Ingelbach liegt etwa vier Kilometer östlich von Altenkirchen, unweit des Treffpunktes der Landesstraßen 265, 290 und der Bundesstraße 414. Wiesen und Mischwald umgeben die Ortsgemeinde. Die Wied, die bei Niederingelbach ihren nördlichsten Punkt erreicht, fließt südwestlich an der Siedlung entlang.

## Geschichte
Ingelbach wurde erstmals im Jahre 1262 in einer Urkunde des Zisterzienserklosters Marienstatt erwähnt. Ein Schultheiß Konrad von Ingelbach (Ingellenbach oder Ingillinbach) ist als Zeuge einer Schenkung des Grafen Gottfried von Sayn an das Kloster Marienstatt aufgeführt. Die Kenntnis von dieser Urkunde geht auf Wolf-Heino Struck zurück, der 1965 alle Marienstätter Urkunden für den Buchdruck in einem Urkundenbuch übertrug. In Strucks Werk „Das Cistercienserkloster Marienstatt im Mittelalter. Urkundenregesten, Güterverzeichnisse und Nekrolog“ (Wiesbaden 1953) ist die Pergamenturkunde auf Seite 28 unter der Nummer 59 ediert abgedruckt. Die Urkunde wird im Hessischen Hauptstaatsarchiv Wiesbaden unter der Signatur Abteilung 74, Nr. 46 aufbewahrt.
An einer Urkunde von 1362 befand sich das Siegel eines Thele von Ingelbach. Ein Gerhard von Ingelbach war in der Zeit von 1355 bis 1372 Stadtschultheiß in Hachenburg. An einer Urkunde der Abtei Marienstatt von 1428 hing das Siegel eines Godart von Ingelbach.
Ingelbach gehörte mit seinen Ortsteilen landesherrlich zur Grafschaft Sayn. Die Einwohner wurden nach der Einführung der Reformation in der Grafschaft Sayn erst lutherisch und später reformiert. Nach der Landesteilung der Grafschaft Sayn im 17. Jahrhundert zählte Ingelbach zur Grafschaft Sayn-Altenkirchen.
Die Gemeinde Oberingelbach wurde am 1. April 1939 in die Gemeinde Niederingelbach eingegliedert. Die vereinigte Gemeinde erhielt 1950 den Namen Ingelbach.
In Erinnerung an jüdische Mitbürger – vier Mitglieder der Familie Veit –, die in Ingelbach lebten und die in der Zeit des Nationalsozialismus deportiert wurden, wurden in Höhe der alten Schule im Rahmen des künstlerischen Projekts Stolpersteine vier beschriftete Messingplatten verlegt.
Bevölkerungsentwicklung

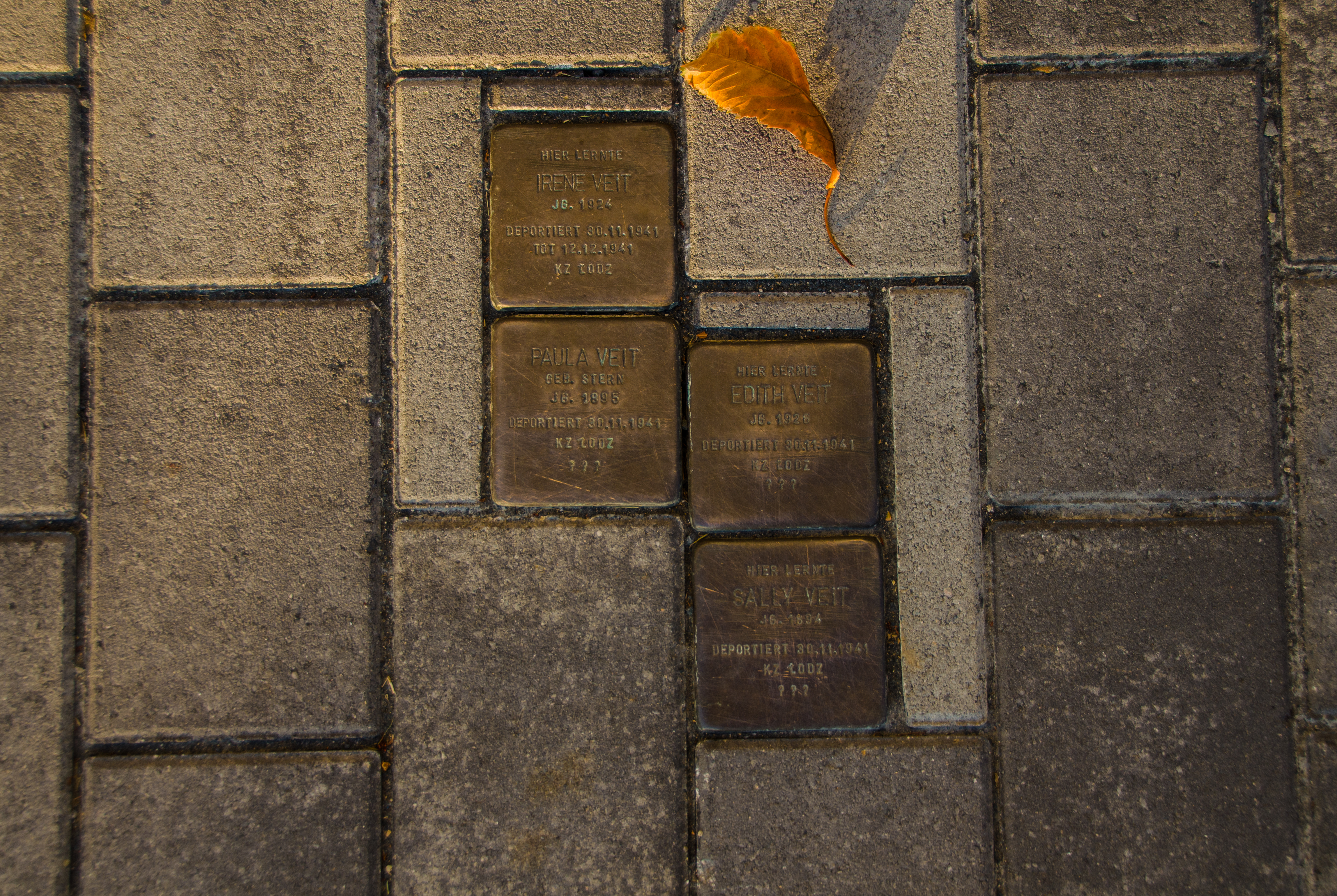
Stolpersteine in Ingelbach

Die Entwicklung der Einwohnerzahl der Gemeinde Ingelbach, die Werte von 1871 bis 1987 beruhen auf Volkszählungen:
| Jahr | Einwohner |
| 1815 | 213       |
| 1835 | 268       |
| 1871 | 282       |
| 1905 | 322       |
| 1939 | 343       |
| 1950 | 398       |

| Jahr | Einwohner |
| 1961 | 421       |
| 1970 | 472       |
| 1987 | 441       |
| 1997 | 569       |
| 2005 | 587       |
| 2023 | 510       |

## Politik

### Gemeinderat
Der Gemeinderat in Ingelbach besteht aus zwölf Ratsmitgliedern, die bei der Kommunalwahl am 9. Juni 2024 in einer Mehrheitswahl gewählt wurden, und – wenn wieder gewählt – dem ehrenamtlichen Ortsbürgermeister als Vorsitzendem.

### Bürgermeister
Das Amt ist derzeit vakant. Dirk Vohl wurde im Sommer 2014 Ortsbürgermeister von Ingelbach. Erstmals bei der Direktwahl am 25. Mai 2014 gewählt, wurde er bei der folgenden am 26. Mai 2019  mit einem Stimmenanteil von 76,55 % für weitere fünf Jahre in seinem Amt bestätigt. Da bei der Direktwahl am 9. Juni 2024 kein Wahlvorschlag eingereicht wurde, obliegt die Neuwahl des Bürgermeisters gemäß rheinland-pfälzischer Gemeindeordnung dem Rat. Da dieser auf seiner konstituierenden Sitzung am 8. Juli 2024 keinen Kandidaten benennen konnte und der bisherige Ortsbürgermeister Dirk Vohl sein Amt zum 9. Juli niederlegte, werden die Aufgaben des Ortsbürgermeisters geschäftsführend vom Ersten Beigeordneten Sebastian Grollius ausgeübt.
Vorgänger von Dirk Vohl war Jürgen Janke, der das Amt zehn Jahre ausübte.

## Wappen
| Wappen von Ingelbach | Blasonierung: „In Gold schreitender, rot bewehrter schwarzer Hahn mit rotem Kamm und rotem Halslappen.“                                                                     |
| Wappen von Ingelbach | Wappenbegründung: Das Ingelbacher Wappen geht auf das mittelalterliche Siegel der Familie von Ingelbach zurück, das durch Urkunden des 14. und 15. Jahrhunderts belegt ist. |

## Verkehr

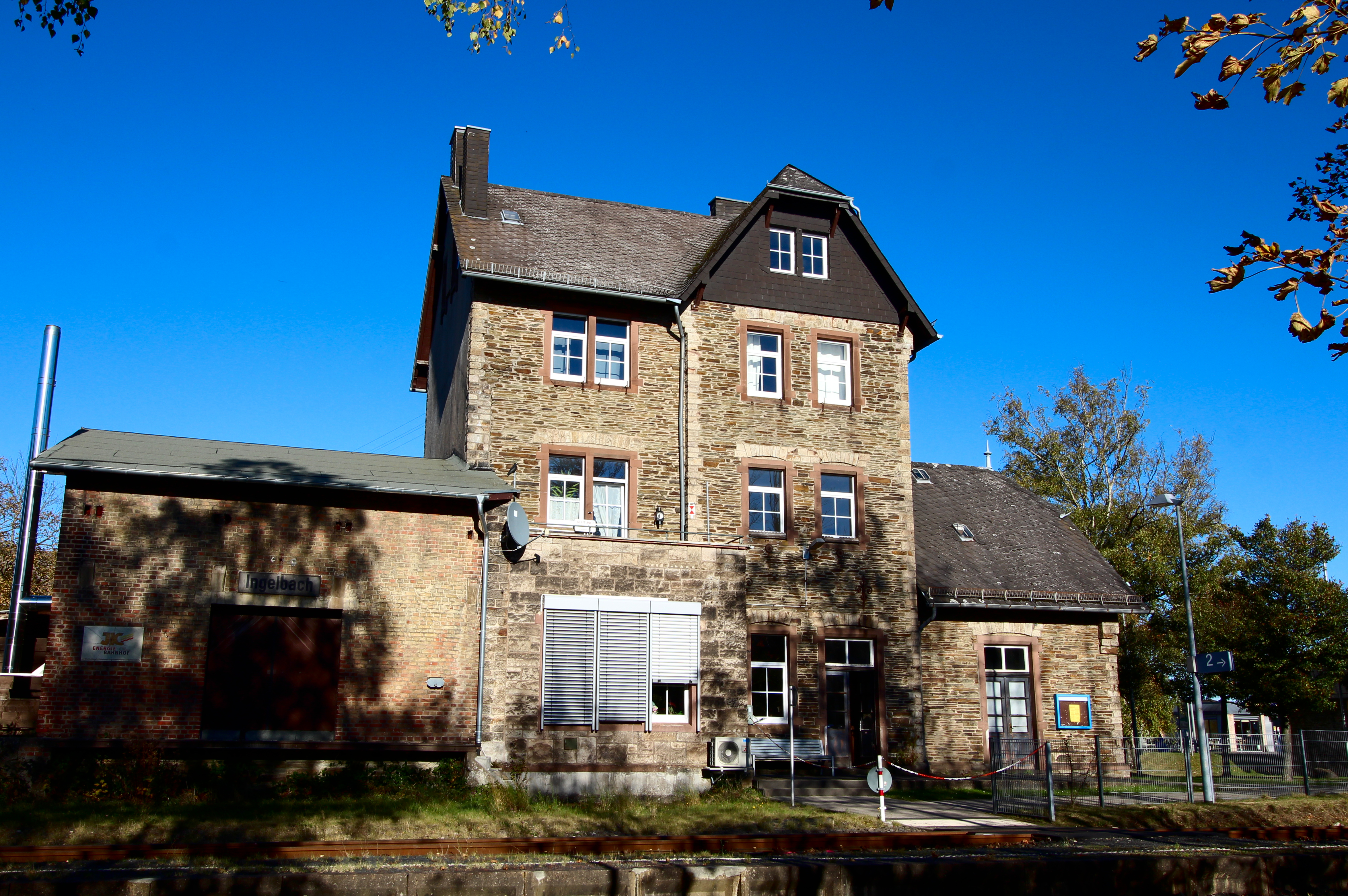
Bahnhof Ingelbach an der RB90

Ingelbach verfügt über einen Bahnhof an der Eisenbahnstrecke Oberwesterwaldbahn. Hier verkehren die Züge der Regionalbahnlinie 90 (Westerwald-Sieg-Bahn) (Limburg an der Lahn – Diez Ost – Westerburg – Hachenburg – Altenkirchen – Au (Sieg) – Kirchen (Sieg) – Siegen – Kreuztal) der Hessischen Landesbahn, Bereich Dreiländerbahn nach dem Rheinland-Pfalz-Takt im Auftrag des Zweckverband SPNV Nord täglich im Stundentakt.
Es gilt der Tarif des Verkehrsverbund Rhein-Mosel VRM. Für Fahrten mit Start/Zielbahnhof im Verkehrsverbund Rhein-Sieg VRS gilt der VRS Tarif als Übergangstarif.
Der Bahnhof wurde von der DB mit Ausschreibung ab dem 14. August 2006 zur Auflassung ausgeschrieben.
Ingelbach liegt an der B 414, die in Richtung Hachenburg führt.

## Weblinks

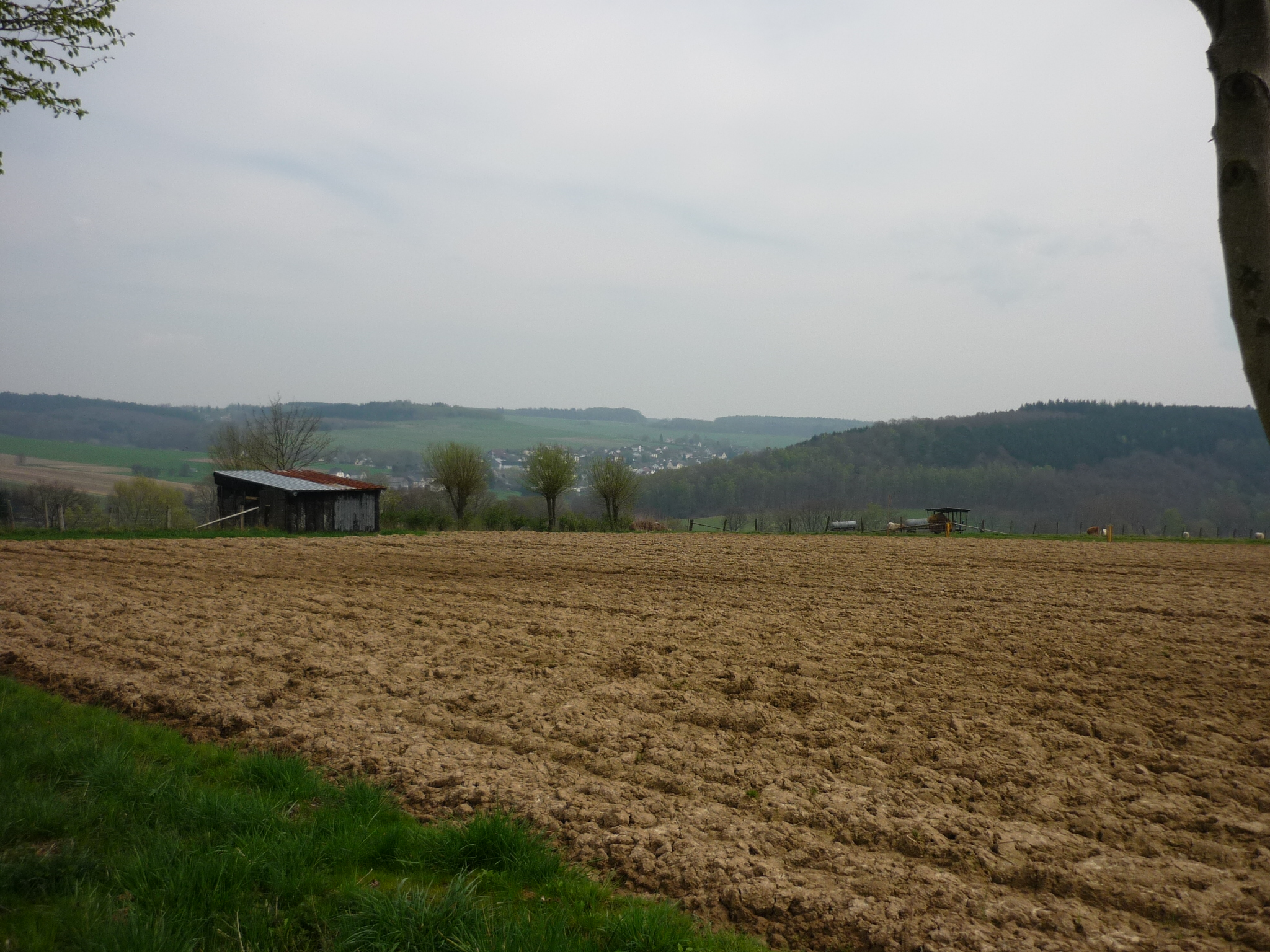
Blick auf Ingelbach
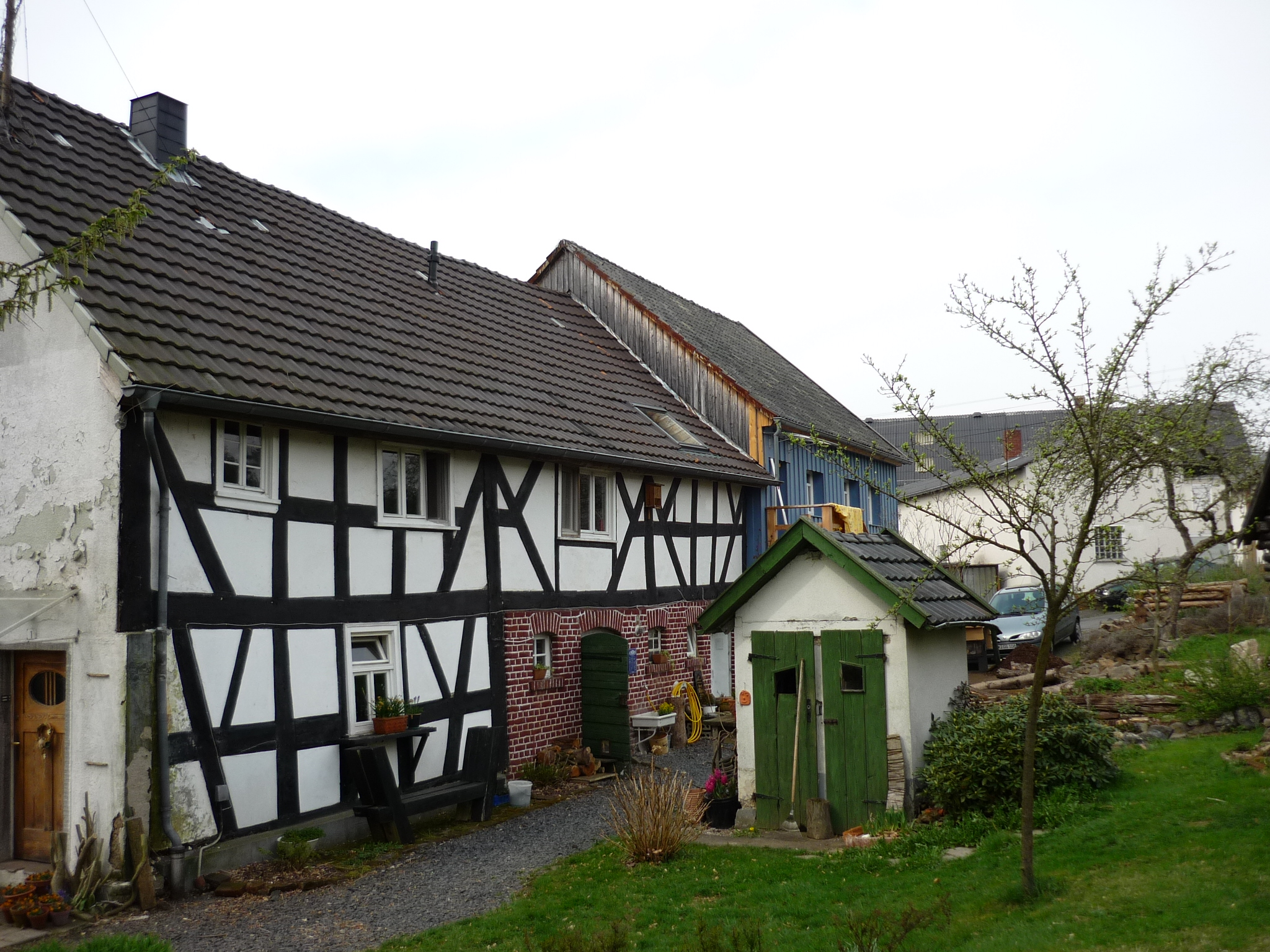
Westerwälder Landhaus in Ingelbach
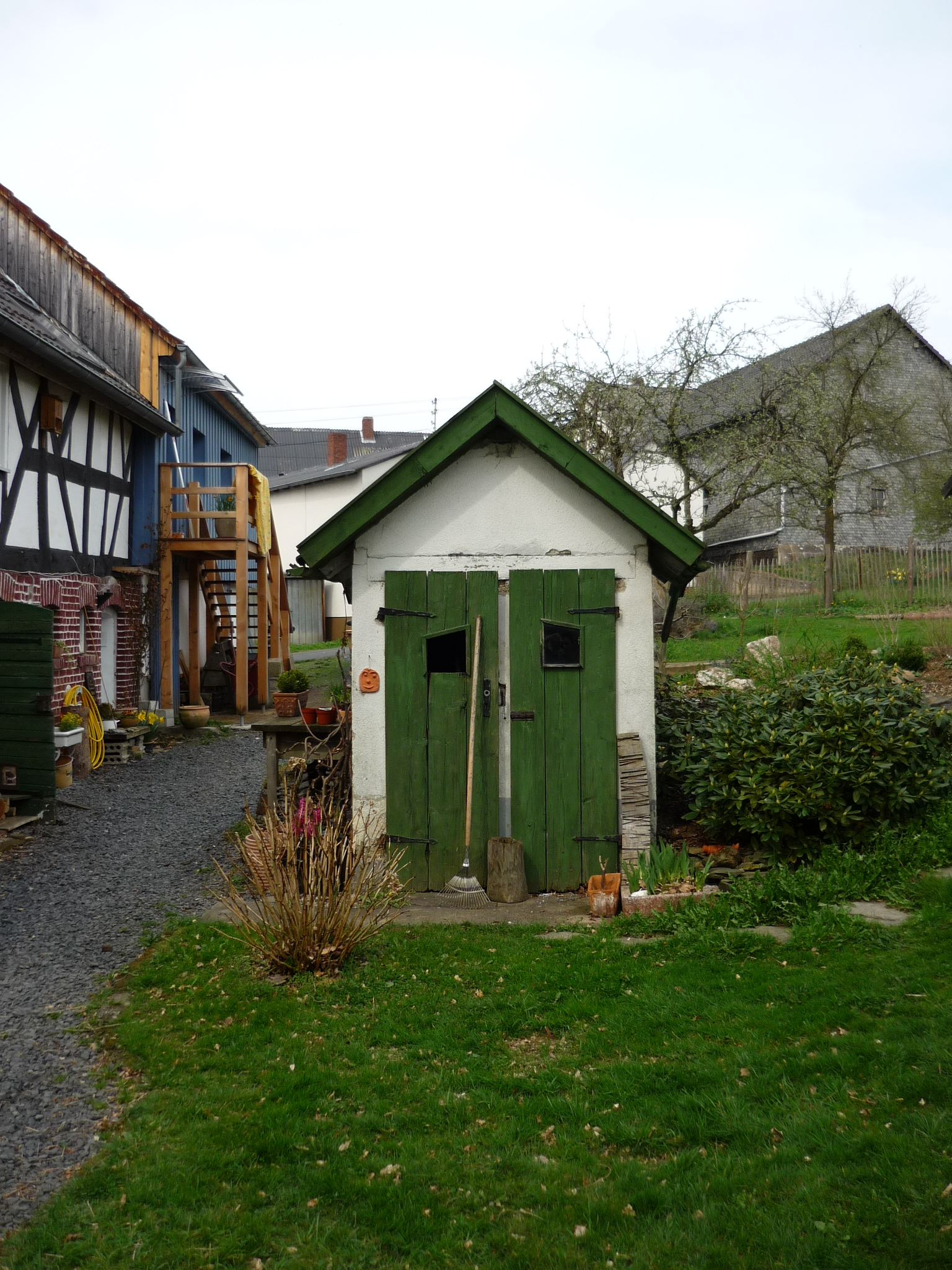
Altes Klohaus
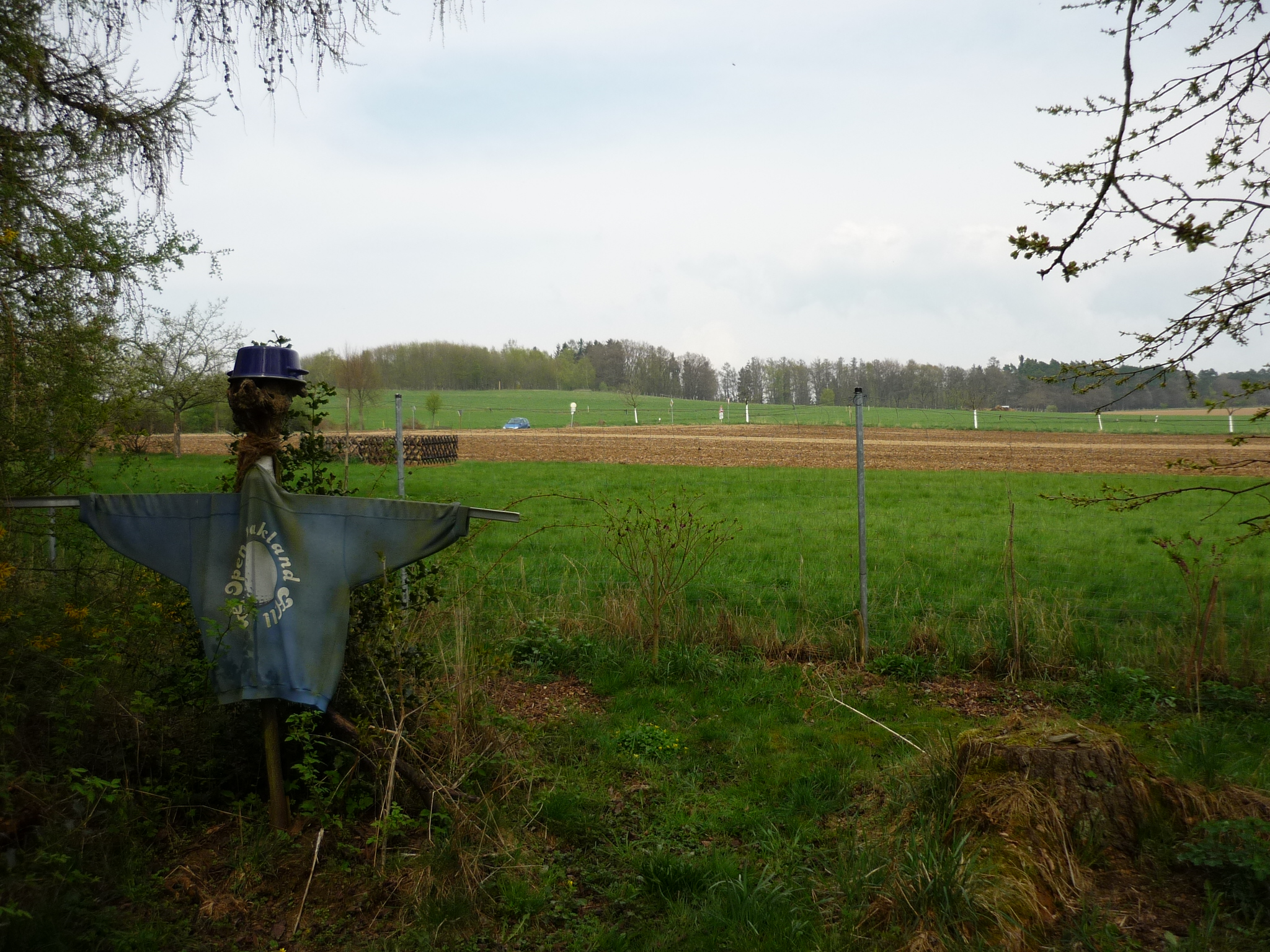
Blick auf die Felder
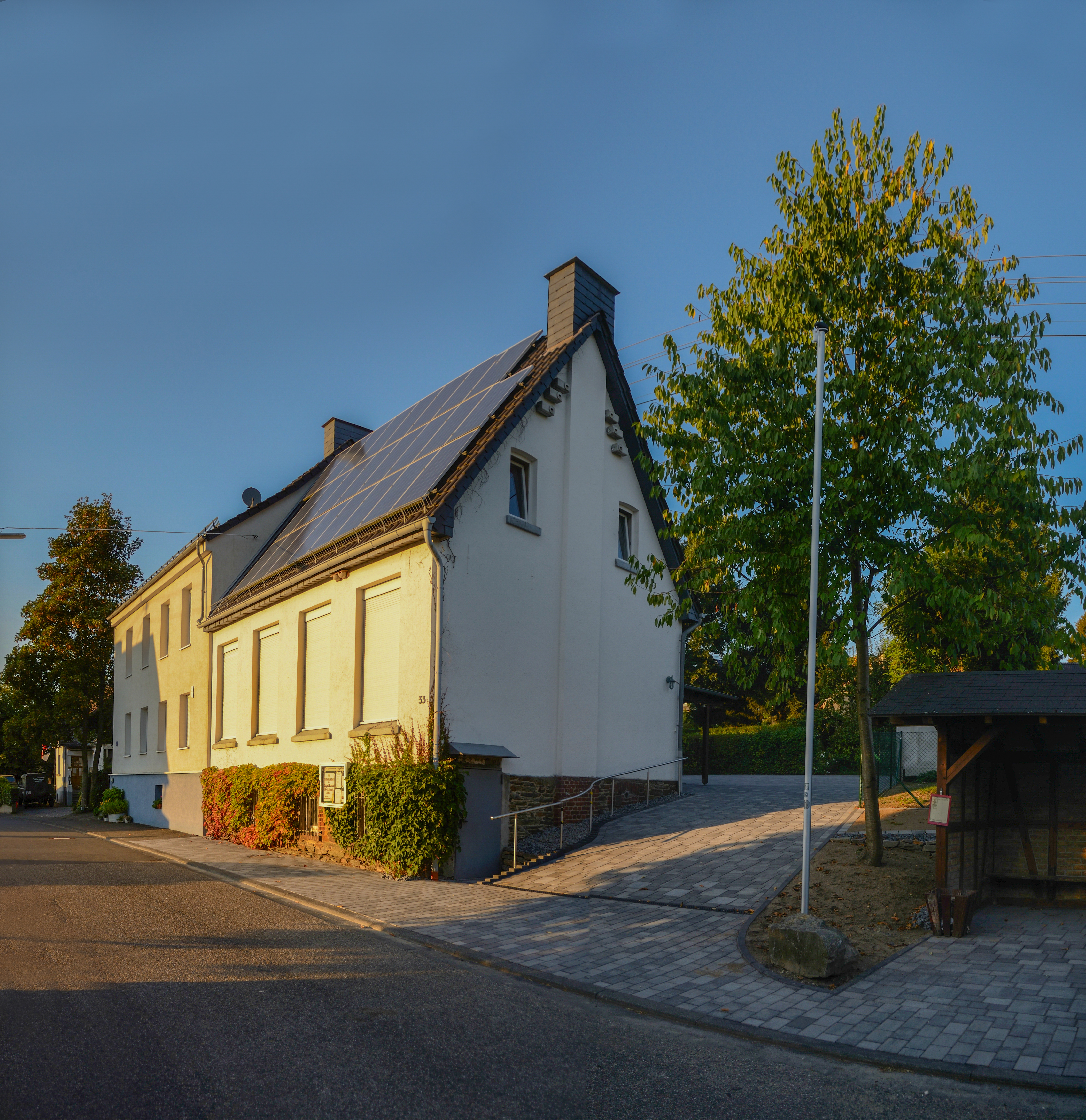
Alte Schule in Ingelbach

## Trivia
Ingelbach diente als Handlungsort für den Jugendroman whisper von Isabel Abedi. Im Buch kommen einige Lokalitäten in Ingelbach vor, wie z. B. der alte Bahnhof oder die kleine Gastronomie. Die alten Fachwerkhäuser, wie das vom Bauern Hallenscheidt, auf die im Roman Bezug genommen wird, stehen tatsächlich im Ort.